# Cabeceiras
Cabeceiras es un municipio brasileño del estado de Goiás. 
Fue elevado a la categoría de municipio por la Ley Estatal nº 2102 del 14 de noviembre de 1958, separándose de Formosa el 1 de enero de 1959.
Fue fundado por Antônio Ribeiro de Andrade con la construcción de una casa en 1942, y posteriormente de una capilla dedicada a Santa Rosa de Lima; gracias a la fertilidad de su suelo, y al clima agradable, se asentaron nuevos pobladores en la región, creando casas comerciales y pequeñas industrias. Finalmente, al poblado se le dio el nombre de Cabeceiras debido a su ubicación en la cabecera del arroyo Taboquinha, cuyas aguas van a dar al São Francisco, de cuya cuenca forma parte junto con Cristalina y Formosa.